# Los Guayabos, Jalisco
Los Guayabos är en ort i Mexiko.   Den ligger i kommunen Mazamitla och delstaten Jalisco, i den centrala delen av landet, 400 km väster om huvudstaden Mexico City. Los Guayabos ligger 1 733 meter över havet och antalet invånare är 101.
Terrängen runt Los Guayabos är lite bergig. Runt Los Guayabos är det ganska glesbefolkat, med 31 invånare per kvadratkilometer. Närmaste större samhälle är Mazamitla, 9,3 km nordost om Los Guayabos. I omgivningarna runt Los Guayabos växer huvudsakligen savannskog.